# پیوند پپتیدی

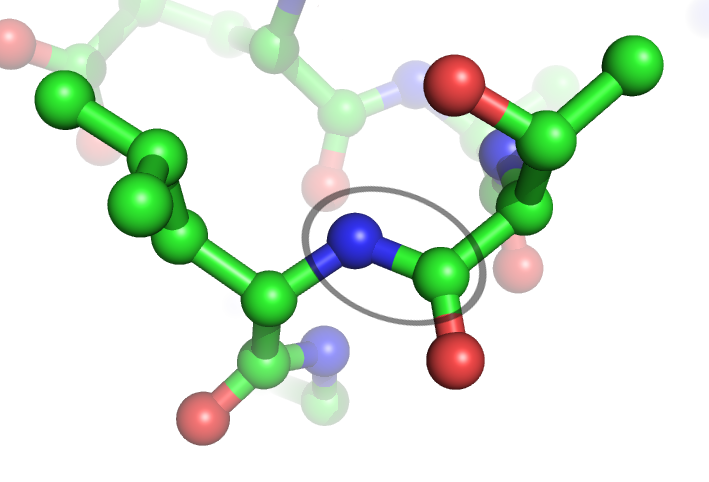
پیوند پپتیدی

پیوند پپتیدی(به انگلیسی: Peptide bond) یک پیوند شیمیایی بین دو مولکول است که گروه کربوکسیل یک مولکول با گروه آمین مولکول دیگر واکنش می‌دهد ایجاد می‌شود و به این وسیله یک مولکول آب آزاد می‌شود (سنتز آبدهی) و بیش‌تر میان دو اسید آمینه برقرار می‌شود. اگر شمار اسید امینه‌هایی که به یکدیگر پیوند می‌خورند کم باشد به آن الیگو پپتید می‌گویند و اگر شمار اسید امینه‌هایی که به یکدیگر پیوندمی‌خورند زیاد باشد به آن پلی پپتید می‌گویند. اگر وزن مولکولی یک زنجیره پپتیدی کمتر از ۱۰۰۰۰ باشد به آن پلی پپتید می‌گویند و اگر بیش‌تر از این باشد به آن پروتئین می‌گویند.